# Treycovagnes
Treycovagnes je obec v západní (frankofonní) části Švýcarska, v kantonu Vaud, v okrese Jura-Nord vaudois. Žije zde 477 obyvatel.

## Geografie
Treycovagnes leží v nadmořské výšce 457 m, vzdušnou čarou 2,5 km severozápadně od okresního města Yverdon-les-Bains. Vesnice se nachází na mírně vyvýšeném místě na severním okraji roviny Orbe a na nižším jižním svahu hory Mont de Chamblon ve střední části kantonu Vaud.
Území obce o rozloze 2,1 km² pokrývá část severní části Vaudské plošiny. Území obce se táhne od kanalizované řeky Thielle na sever přes intenzivně obdělávanou rovinu Orbe s kanálem Occidental a Mujon až k jižnímu svahu Mont de Chamblon, kde Treycovagnes dosahuje svého nejvyššího bodu ve výšce 510 m nad mořem. V roce 1997 tvořila 14 % rozlohy obce zastavěná plocha, 0,5 % lesy a lesní porosty, 85 % zemědělství a o něco méně než 1 % neproduktivní půda.
Treycovagnes zahrnuje novou obytnou čtvrť Champ Muraz (470 m n. m.) na jižním svahu Mont de Chamblon, domy na východním úpatí hory a několik jednotlivých farem. Sousedními obcemi jsou Ependes, Suscévaz, Chamblon a Yverdon-les-Bains.

## Historie

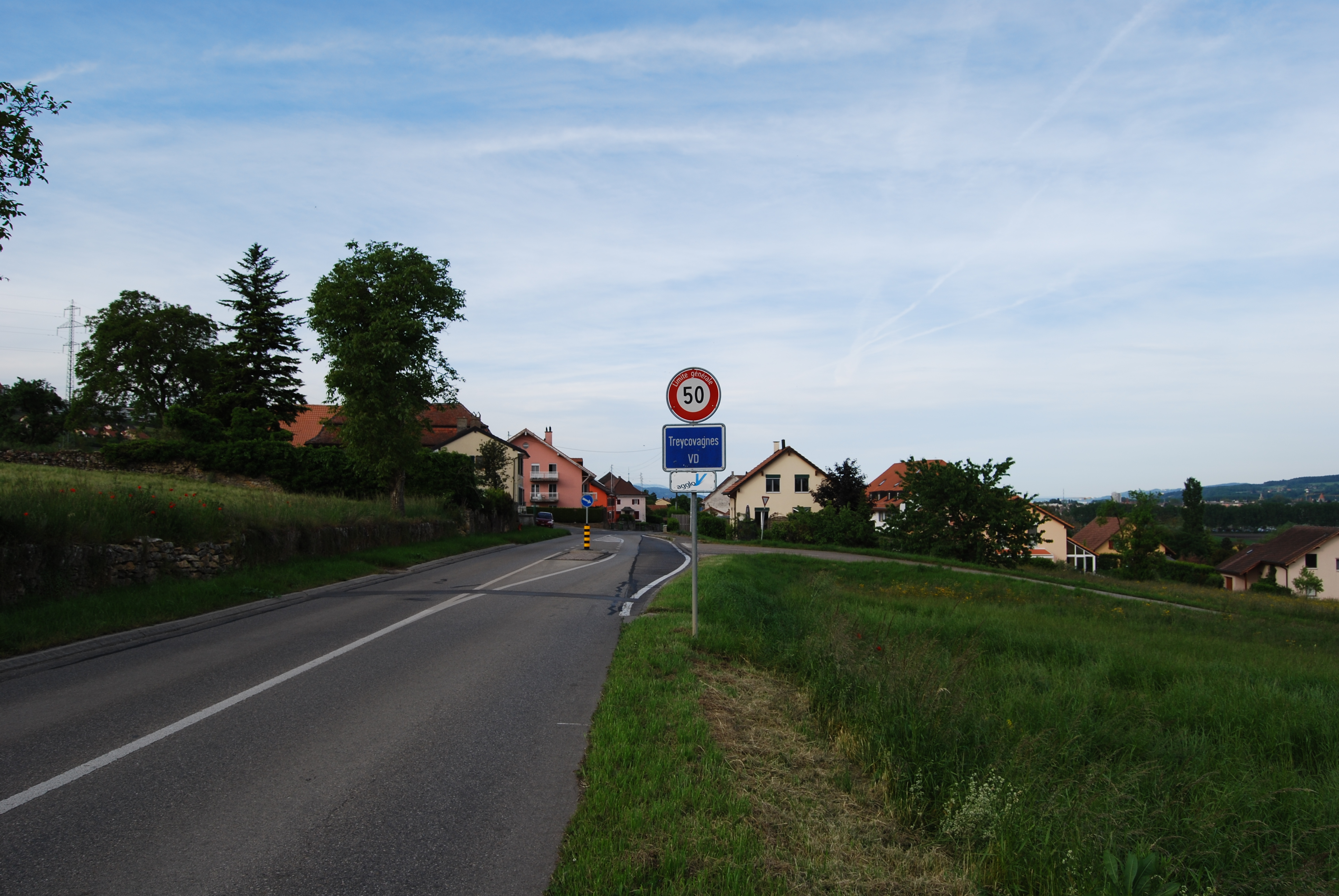
Vjezd do obce

V římské době procházela územím obce římská cesta z Eburodunum (Yverdon) do Urby (Orbe), ale z tohoto období se nedochovaly téměř žádné pozůstatky. První písemná zmínka o obci pochází z roku 1228 a nese název Trescovanes. V roce 1364 se objevuje název Trecovagnes a v roce 1453 Trescovaignes.
Ve středověku patřilo Treycovagnes k panství Grandson. Po dobytí Vaudu Bernem v roce 1536 přešla vesnice pod správu panství Yverdon. Po pádu Staré konfederace patřilo Treycovagnes v letech 1798–1803 v období Helvétské republiky ke kantonu Léman, který byl poté po vstupu v platnost Ústavy o zprostředkování sloučen s kantonem Vaud. V roce 1798 byla obec přiřazena k okresu Yverdon.
Do konce roku 1996 byla obec součástí okresu Yverdon, od roku 1997 se stala částí nového okresu Jura-Nord vaudois.

## Obyvatelstvo
| Rok            | 1850 | 1880 | 1900 | 1910 | 1930 | 1950 | 1960 | 1970 | 1980 | 1990 | 2000 |
| Počet obyvatel | 160  | 234  | 185  | 164  | 195  | 194  | 205  | 194  | 162  | 257  | 458  |

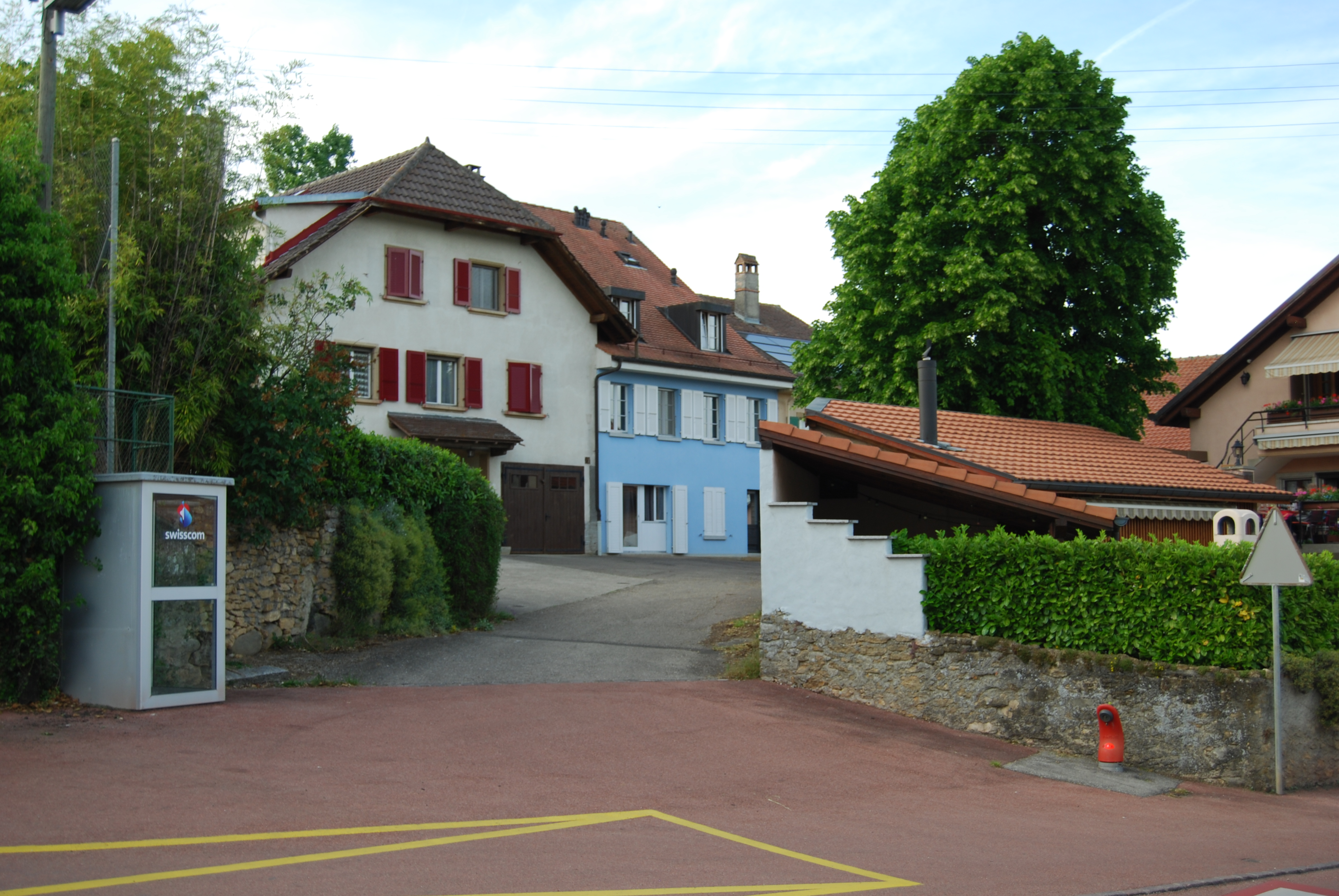
Centrum obce

V roce 2000 hovořilo 93,7 % obyvatel obce francouzsky. Ke švýcarské reformované církvi se ve stejném roce hlásilo 47,6 % obyvatel, k církvi římskokatolické 29,9 % obyvatel.

## Hospodářství
Až do druhé poloviny 20. století bylo Treycovagnes převážně zemědělskou obcí. I dnes hraje zemědělství (zejména pěstování zeleniny a cukrové řepy) a ovocnářství důležitou roli v obživě obyvatel. Na jižním svahu hory Mont de Chamblon se dříve nacházela malá vinařská oblast. Další pracovní příležitosti jsou k dispozici v místních malých podnicích a ve službách. V posledních desetiletích se Treycovagnes vyvinulo v rezidenční obec. Mnoho pracujících proto dojíždí za prací především do oblasti Yverdonu.

## Doprava
Obec má dobré dopravní spojení. Nachází se na hlavní silnici z Yverdonu do Orbe. Treycovagnes je napojeno na síť veřejné dopravy prostřednictvím linky Postbusu, která jezdí z Yverdonu do Orbe.